# Hussein Chalayan

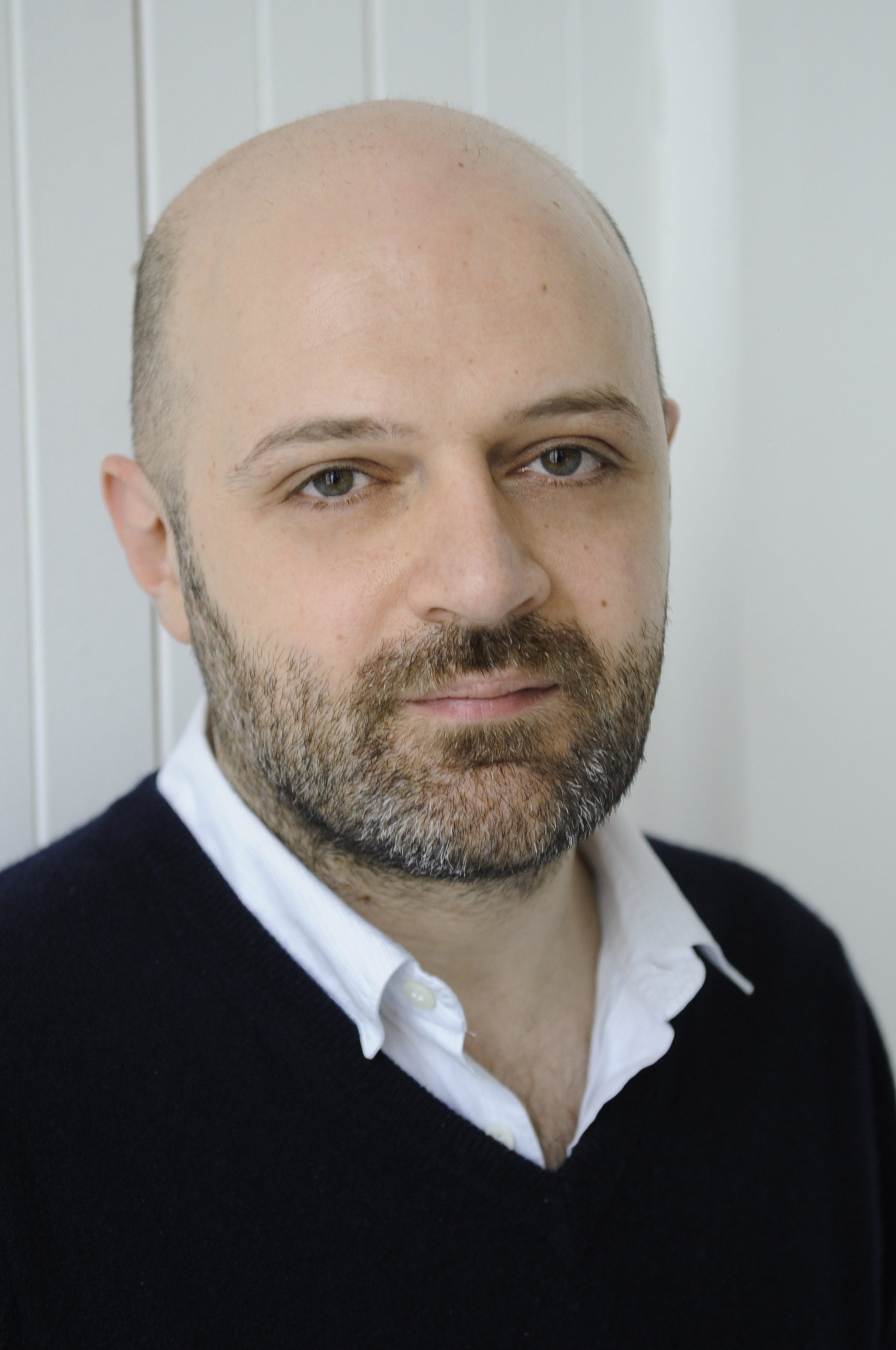
Hussein Chalayan, 2008

Hussein Chalayan (türkisch Hüseyin Çağlayan), MBE (* 12. August 1970 in Nikosia, Zypern) ist ein britischer Modeschöpfer türkisch-zyprischer Herkunft, Hochschullehrer, Unternehmer und Konzept-Künstler. Chalayan gilt als avantgardistischer Modemacher mit intellektuellem Anspruch. Seit 2020 lehrt er Modedesign an der HTW Berlin.

## Leben und Werk

### Frühe Jahre
Der Sohn muslimischer türkisch-zyprischer Eltern wuchs zunächst in Nikosia auf, wo er das Turk Maarif Koleji besuchte. 1978 ging er erstmals ein Jahr in London zur Schule, wo sein Vater nach der Scheidung lebte. Von 1982 bis 1985 ging er als Internatsschüler auf die Highgate School im Norden Londons. Inspiriert von Rifat Ozbek nahm Chalayan 1989 ein Mode-Studium am Londoner Central Saint Martins College of Art and Design auf, wo er unter anderem Alexander McQueen und Grit Seymourtraf. Für seine Bachelor-Arbeit namens The Tangent Flows vergrub er 1993 mit Metallspänen gespickte Seidenkleider für einige Monate in der Erde, um den Zersetzungsprozess aufzuzeigen. Das Londoner Edelkaufhaus Browns kaufte die Kollektion und stellte sie in ihrem Schaufenster aus; auf diese Weise war zuvor John Galliano bekannt geworden. Nach einem Praktikum bei dem Savile Row-Schneider Timothy Everest gründete Chalayan 1994 unter dem Namen Cartesia Ltd. sein eigenes Modeunternehmen in London. 1995 gewann Chalayan einen von dem Wodka-Hersteller Absolut Vodka gesponserten Wettbewerb, dessen Preisgeld £28.000 betrug. So konnte Chalayan seine Mode ab 1995 bei der London Fashion Week präsentieren. Die Sängerin Björk trägt auf dem Cover ihres Albums Post (1995) eine weiße Chalayan-Jacke aus papierartigem Material.

### 1990er und 2000er Jahre: Eigenes Modelabel und Kollaborationen

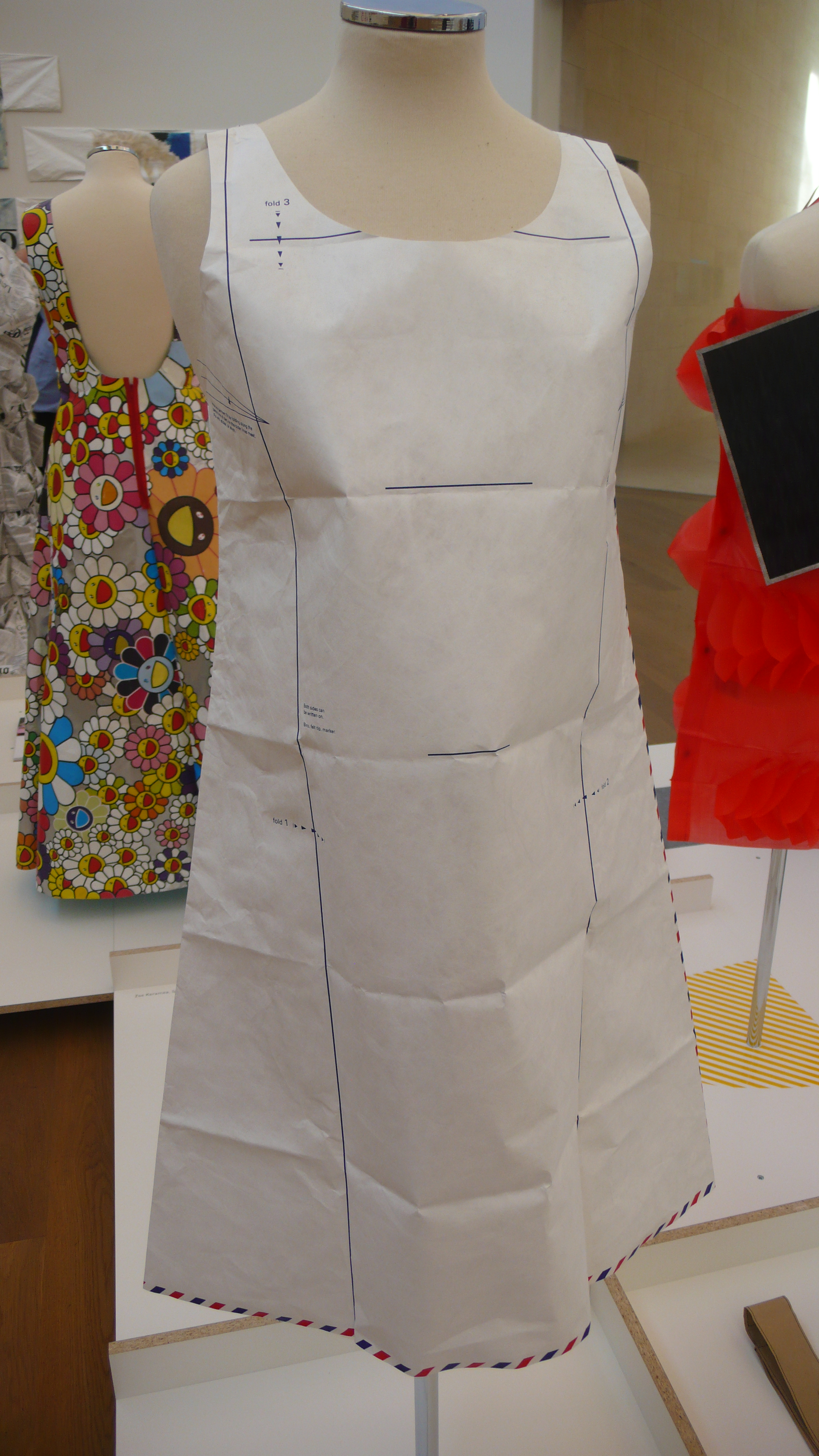
Airmail Dress, 1999

Ende der 1990er Jahre gab es Zusammenarbeiten mit Topshop und Anfang der 2000er mit Marks & Spencer. Von 1998 bis 2001 war Chalayan Designberater des New Yorker Kaschmir-Spezialists TSE. Aufgrund von Produktionsschwierigkeiten und hohen Schulden meldete Chalayans Modeunternehmen Cartesia Ltd. 2001 Insolvenz an. Ein Deal über eine Beteiligung an seinem Unternehmen durch die damalige Gucci-Gruppe war zuvor durchgefallen. Daraufhin lancierte er ein neues Unternehmen unter seinem eigenen Namen als Hussein Chalayan LLP und schloss mit dem italienischen Textilhersteller Gibó einen Vertrag über die Produktion seiner Damenmode. Noch im gleichen Jahr stellte der Londoner Juwelier Asprey Chalayan als Kreativdirektor für eine neue Asprey-Bekleidungslinie an. Chalayan schied 2004 bei Asprey aus; die Modesparte des Hauses wurde eingestellt.
2002 bis 2016 verlagerte Chalayan die Präsentation seiner Modenschauen nach Paris zur Paris Fashion Week. Zusammen mit Gibó brachte er 2002 seine erste Herrenmode-Kollektion heraus, die allerdings 2006 vorübergehend eingestellt und erst 2014 neu lanciert wurde. Im April 2004 eröffnete in Tokio ein Chalayan-Flagship-Store, der im darauffolgenden Jahr wieder schloss. Am 17. Juni 2006 wurde Chalayan für seine Verdienste um die britische Modeindustrie als Mitglied in den Order of the British Empire aufgenommen. 2007 vergab Chalayan die Rechte für seine Herrenmode an den italienischen Internet-Modehändler YOOX. Die Zusammenarbeit endete 2008.
Am 28. Februar 2008 machte Puma Chalayan zum Kreativdirektor der Modesparte. In der Folge entstanden die Bekleidungs- und Schuh-Kollektionen Puma by Hussein Chalayan und Puma Urban Mobility. Im Gegenzug erwarb die damalige Muttergesellschaft von Puma, PPR (heute: Kering), eine Mehrheitsbeteiligung an der Marke Hussein Chalayan. Daraufhin stellte Puma den Manager Giorgio Belloli als Geschäftsführer der Hussein Chalayan LLC ab. 2009 kaufte Chalayan die Anteile an seiner Firma von PPR zurück. Sein Engagement bei Puma endete im Mai 2012.
Anfang der 2010er Jahre existierte von Chalayan neben der Black-Hauptkollektion eine preiswertere Zweitlinie namens Grey und für den japanischen Markt eine Kollektion unter dem Namen Red. Die Unterteilung wurde 2013 aufgegeben. Mitte 2011 strich der Firmengründer seinen Vornamen aus dem Unternehmensnamen, der seither nur noch Chalayan lautet. 2011 lancierte er in Zusammenarbeit mit Comme des Garçons das Damenparfüm Airborne. 2012 entwarf Chalayan für den türkischen Jeans-Hersteller Mavi eine Damenkollektion. 2013 ging die Produktionslizenz für die Chalayan-Damenmode an den italienischen Textilhersteller Pier SpA. 2014 entwarf Chalayan zunächst eine Demi-Couture-Damenmodelinie und ab 2015 bis zur Schließung 2018 Prêt-à-porter-Kollektionen für das Modehaus Vionnet.

### 2010er Jahre: Rückkehr zur London Fashion Week und Lehrtätigkeit
Ende 2014 ging Chalayan unter dem Namen VSP Chalayan eine über mehrere Saisons angelegte Zusammenarbeit mit dem in Paris ansässigen türkischen Lederhersteller VSP (Vespucci Group) über Damenmode aus Leder ein. 2017 kehrte er mit seiner Show Act to Form zur London Fashion Week zurück. Von 2014 bis 2019 leitete Chalayan die Modeklasse der Universität für angewandte Kunst Wien und wurde 2020 zum Professor im Studiengang Modedesign an der HTW Berlin berufen.

## Werk

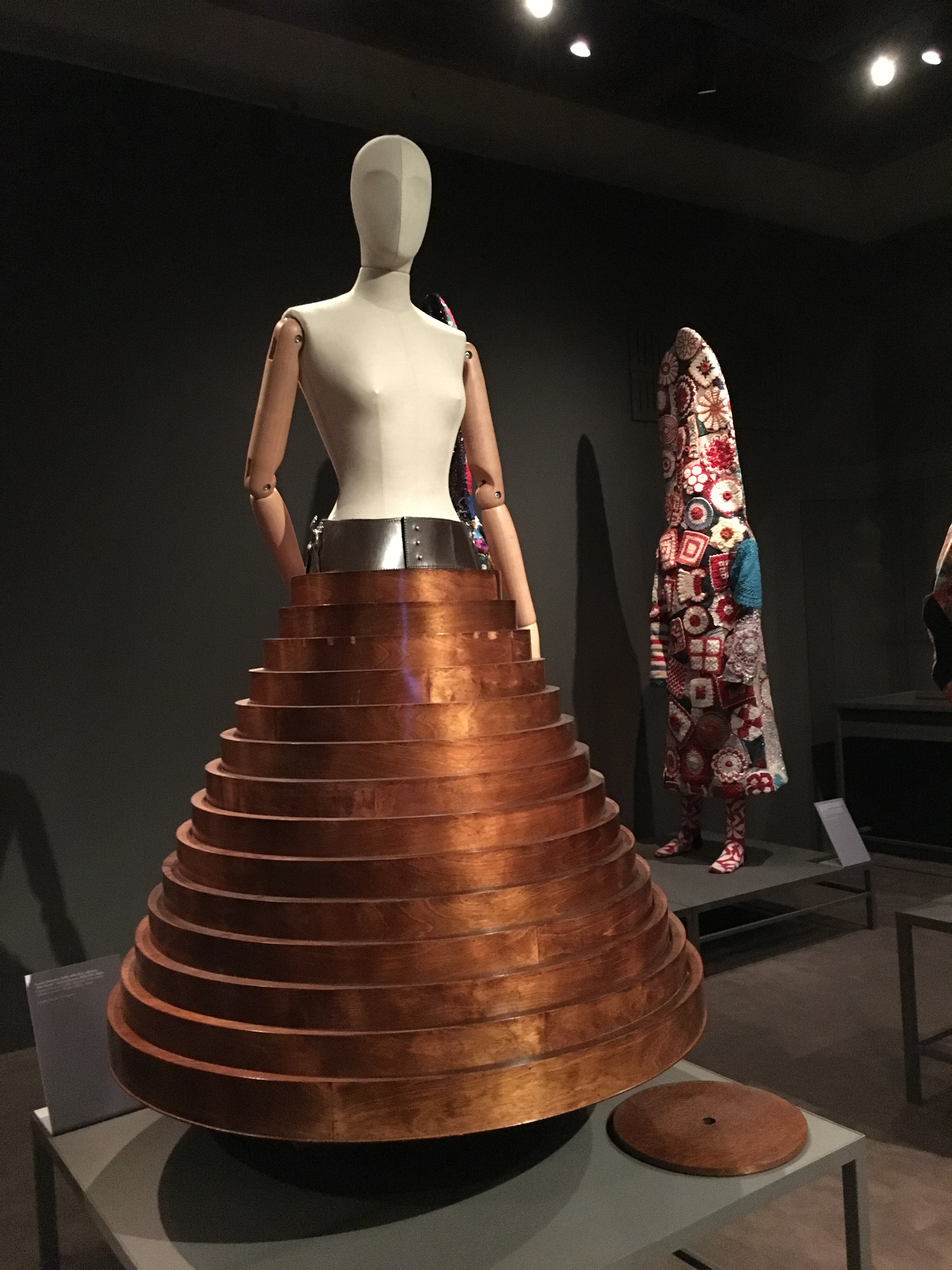
Coffee table skirt, 2000

Chalayans gänzlich unkonventionelles, sehr experimentierfreudiges künstlerisches Hervorbringen überzeugte die Fachleute aus der Kunstszene und aus der Modebranche gleichermaßen. Seine Modenschauen, für die Chalayan sich von der Welt der Kunst, Politik, Architektur, Zeitgeschichte oder der Natur inspirieren lässt, waren von Anfang an geprägt von seinem intellektuellen Anspruch und glichen mitunter konzeptionellen Performances. So zeigte er 1998 in Anspielung auf den Islam in seiner Laufstegschau sechs weibliche Models, die von voll verhüllt in einen Tschador gekleidet über mit verhülltem Oberkörper und nacktem Unterkörper auftretend bis hin zu außer einem Gesichtsschleier völlig nackt auf dem Laufsteg erschienen. Im Jahr 2000 stieg am Ende seiner Modenschau ein Model in einen Couchtisch und zog ebenjenen als Teleskoprohr-Rock an. 2007 präsentierte Chalayan ein aus transparenten Plastikbällen bestehendes Bubble Dress und in Zusammenarbeit mit Fiona Swarovski LED-Kleider, auf deren Oberfläche ein kurzer Film abgespielt wurde. 2008 präsentierte er Kleider, von denen rote Laser-Strahlen ausgingen.

## Ausstellungen (Auswahl)
- 2001: Istanbul Biennale
- 2003: London, Institute of Contemporary Arts
- 2004: Karlsruhe, Museum für Neue Kunst
- 2005: Hussein Chalayan, 10 jaar werk, Groningen, Groninger Museum[13]
- 2005: Biennale di Venezia, Pavillon der Türkei
- 2005/2006: Hussein Chalayan, Fahsion & Video, Wolfsburg, Kunstmuseum Wolfsburg[14]
- 2009/2010: Hussein Chalayan: From Fashion and Back, Tokio, Museum of Contemporary Art Tokyo (MOT),[15] Istanbul, İstanbul Modern[16] und London, Design Museum London[17]
- 2010: I Am Sad Leyla (Üzgünüm Leyla), London, Lisson Gallery
- 2011: Retrospektive, Paris, Musée des Arts décoratifs
- 2022: Hussein Chalayan: Archipelago, Shanghai, Power Station of Design[10]

## Auszeichnungen
- 1999: Designer of the Year, British Fashion Awards
- 2000: Designer of the Year, British Fashion Awards
- 2001/2002: Artist in residence am Wexner Center, Ohio State University[6]
- 2006: Member of the Order of the British Empire (MBE)
- 2012: Lucky Strike Designer Award
- 2018: Panerei London Design Medal, London Design Festival[18]